# Siarczek karbonylu
Siarczek karbonylu (tlenosiarczek węgla), OCS – nieorganiczny związek chemiczny, bezbarwny gaz o nieprzyjemnym zapachu. Jego cząsteczka ma budowę liniową, wynikającą z obecności podwójnych wiązań atomu węgla do tlenu i siarki.
Tlenosiarczek węgla jest najbardziej rozpowszechnionym związkiem siarki naturalnie występującym w atmosferze, w stężeniu 500 (±50) ppt. Powstaje głównie w przypowierzchniowych warstwach oceanu w wyniku działania światła słonecznego na materię organiczną zawierającą siarkę, skąd dostaje się do atmosfery. Jest również gazem wulkanicznym, niewielkim jego źródłem jest również przemysł.
W powietrzu spala się do dwutlenku węgla i dwutlenku siarki:
2OCS + 3O2 → 2CO2 + 2SO2